# Gran concierto en re mayor para piano y orquesta
Gran concierto en re mayor es una obra para piano y orquesta compuesta en 1918 por el chileno Enrique Soro. Está dedicada al pianista y compositor italiano Ferrucio Busoni.

## Estructura
El Concierto está compuesto por Tres movimientos: Andante ma non troppo, Scherzando y Finale. El primero de ellos según Salas Viú y Orrego Salas corresponde a una Sonata monotemática con una permanente presencia de un tema cantabile en Re mayor. El segundo movimiento es donde “Soro se permite las mayores audacias rítmicas y armónicas. –afirma Orrego Salas – entregándose de lleno al empleo de un lenguaje armónico más directamente conectado con la expresión musical de nuestros días.”
Finalmente el tercer movimiento (Finale) tiene forma sonata, señala Luis Merino (Tres compositores chilenos, 1981) con dos temas contrastantes: “el primero rápido y de carácter deciso y el segundo más alargado y de carácter molto apassionato.” Una larga cadenza del solista sobrelos motivos principales de movimiento conduce a la recapitulación con la que el concierto culmina de manera grandiosa.”

## Estreno y presentaciones
La obra se presentó por primera vez en Santiago con éxito. Para el estreno el rol de solista lo interpretó el mismo Soro al piano.
El Concierto es una de las obras de Soro más interpretadas en el extranjero. Contando con versiones de la Orquesta Sinfónica de México (1922, Director: Julián Carrillo), la Orquesta Filarmónica de Berlín (1922, Director: Richard Hagen) y en 1929 fue interpretada durante los Festivales Hispanoamericanos de la Exposición Internacional de Barcelona, (1929, Director: Mateu), todas con Enrique Soro como solista.

## Interpretaciones y ediciones
- En 1978 se edita con LP la doble Antología de la Música Chilena Vol.1, con Herminia Raccagni al piano y Víctor Tevah dirigiendo la Orquesta Sinfónica de Chile.
- En 1923 la Editorial Ricordi publicó una reducción para dos pianos del Concierto en Milán.